# Lobsang Tenzin
Lobsang Tenzin, más conocido por el título de Profesor Venerable Samdhong Rinpoche (ZAM gdong rin po che) y para los tibetanos como el quinto Samdhong Rinpoche (nacido en Jol, Tíbet, el 5 de noviembre de 1939), fue el Kalon Tripa o Presidente del Consejo de Ministros de la Administración Central Tibetana, el gobierno tibetano en el exilio, con sede en Dharamsala, India. Sigue siendo un estrecho colaborador de Tenzin Gyatso, XIV Dalái lama. Ocupó el cargo de Kalon Tripa -recientemente renombrado como Sikyong- del 5 de septiembre de 2001 al 8 de agosto de 2011, fecha en que tomó posesión de su cargo el actual Kalon Tripa, Lobsang Sangay.